# Eric Milroy

a Compétitions nationales et continentales officielles uniquement.

b Matchs officiels uniquement.
Dernière mise à jour le 18 juillet 1916.
Eric "Puss" MacLeod Milroy (4 décembre 1887 – 18 juillet 1916) est un joueur international écossais de rugby à XV. Le Trophée Auld Alliance lui est dédié, ainsi qu'à Marcel Burgun.

## Carrière
Eric Milroy compte 12 sélections avec le XV du Chardon dont plusieurs en tant que capitaine. Il était notamment le capitaine de l'Écosse lors du dernier match l'ayant opposé à la France avant la Première Guerre mondiale.
Il a aussi participé à la tournée de 1910 (en) des Lions britannique en Afrique du Sud.
En 2018, le Trophée Auld Alliance est créé en son honneur ainsi que pour Marcel Burgun et tous les autres rugbymans écossais et français morts pendant la Première Guerre mondiale.
Ollie Smith, son descendant, est également joueur international écossais de rugby à XV. 